# Venceslas II d'Opava
Venceslas II d'Opava (également connu sous le nom de Venceslas de Głubczyce; tchèque : Václav II. Opavský; né vers 1397 – mort entre  1445 et 1447) est un membre de la lignée d'Opava de la dynastie des Přemyslides. Il fut duc d'Opava (en allemand Troppau) de 1433 jusqu'à sa mort. De 1435 jusqu'à sa mort il contrôle aussi le duché de Głubczyce (en allemand : Leobschütz) et la seigneurie de Fulnek.

## Biographie
Venceslas est le fils aîné du duc Przemko Ier d'Opava et de sa première épouse  Anna de Luczka (d. 1405).
Après la mort de son père en 1433, Venceslas II qui est déjà un adulte assume la régence
de ses jeunes demi-frères Guillaume, Ernest et Przemko II, pendant que son frère-germain cadet Nicolas IV se désigne lui-même par le titre de seigneur de  Zlaté Hory.
Bien que leur père ait stipulé  dans ses dernières volontés que ses fils devaient régner conjointement sur
le duché comme corégents, les frères décident de partager leur héritage vers 1435. Guillaume et Ernest reçoivent
quelques possessions prélevées sur le duché d'Opava;  Głubczyce en est détaché en faveur de Venceslas et il reçoit un palais situé sur la place Charles dans la Nouvelle Ville à Prague. Le plus jeune frère, Przemko II, destiné à l'Église ne reçoit aucun part du patrimoine. Quand Nicolas IV meurt en 1437, c'est Venceslas II hérite de Zlaté Hory.
Fin février 1428, pendant les croisades contre les hussites, Venceslas II réussit à éviter la destruction complète de Głubczyce en négociant un traité avec les Hussites. Le 27 décembre 1428, il participe à la bataille d'Altwilmsdorf  (en polonaisStary Wielisław), au cours de laquelle Jean de Ziębice, le dernier duc  Piast de Münsterberg/Ziębice, est tué. En 1436, le duc Nicolas V de Krnov occupe Głubczyce sans préavis. Venceslas II réplique en s'emparant de la cité de Żory en représailles. En 1437, un compromis est trouvé entre les antogonistes. Du fait de ses difficultés financières, Venceslas doit engager Zlaté Hory et le château d'Edelštejn au duc Bolko V d'Opole en 1440.
Venceslas II meurt entre 1445 et 1447. Ses possessions reviennent à ses deux fils
Janusz Hanuš Ier et Jean III. Janusz/Hanuš meurt en 1454 et Jean II hérite de sa part. Jean II vend l'ensemble de ses droits sur Opava en 1464 à Georges de Poděbrady, qui acquiert les autres parts du duché en 1454 du demi-frère de  Venceslas Ernest d'Opava.

## Union et postérité
Venceslas II épouse  Elisabeth de Kravař vers 1420. Ils ont trois enfants:
- Janusz Ier Hanuš
- Jean III le Pieux
- Anne (née vers 1430 morte 29 avril 1478) épouse vers décembre 1460 Jan Zajícové z Hazmburka  (mort le 15 avril 1495)

## Source de la traduction
- (en) Cet article est partiellement ou en totalité issu de l’article de Wikipédia en anglais intitulé « Wenceslaus II, Duke of Opava » (voir la liste des auteurs).